# Dat Leed van den Häftling Nr. 562
Dat Leed van den Häftling Nr. 562 ist ein plattdeutsches Lied, das dem Friedensnobelpreisträger Carl von Ossietzky (1889–1938) gewidmet ist. Der Text stammt von Oswald Andrae, die Musik von Helmut Debus.

## Inhalt
Der Text richtet sich an ein Kind. Die Häftlingsnummer 562 wird zerlegt – was nur eine Zahl von vielen ist, so wird der Häftling einer von vielen. Verbrechen der Nazis werden aufgezählt, betroffene Personengruppen benannt. Es endet mit der Aufforderung, dass es nicht reicht, über Frieden zu reden, sondern dass man wachsam sein muss und handeln muss.

## Hintergrund
Carl von Ossietzky war von 1927 bis 1933 Herausgeber der radikaldemokratischen Zeitschrift Die Weltbühne. In der Nacht des Reichstagsbrandes wurde er verhaftet und in das Konzentrationslager Sonnenburg gebracht, 1934 wurde er in das KZ Esterwegen verlegt. 1936 wurde er schwerkrank in ein Berliner Krankenhaus gebracht. Als ihm im gleichen Jahr der Friedensnobelpreis verliehen wurde, verbot das NS-Regime seine Ausreise zur Preisverleihung. Am 4. Mai 1938 starb Ossietzky infolge seiner schweren Krankheit.

## Veröffentlichungen
Helmut Debus veröffentlichte das Lied 1979 auf seinem Album „Kaamt tohoop“. International bekannt wurde das Lied 1983 in der englischen Übersetzung „Prisoner 562“ von Iain Mackintosh durch die Interpretation des schottischen Folksängers Dick Gaughan. Daneben gibt es Übersetzungen ins Italienische („La ballata del prigioniero n. 562“),
Französische („La chanson du détenu cinq-six-deux“) und Flämische („Het Lied van Gevangene 562“).